# Pterolophia brunnescens
Pterolophia brunnescens là một loài bọ cánh cứng trong họ Cerambycidae.